# Xã Cleveland, Quận Le Sueur, Minnesota
Xã Cleveland (tiếng Anh: Cleveland Township) là một xã thuộc quận Le Sueur, tiểu bang Minnesota, Hoa Kỳ. Năm 2010, dân số của xã này là 658 người.